# HD 114256
HD 114256，又名BD+10 2516，SAO 100436、HR 4960，是一颗恒星，视星等为5.78，位于銀經317.53，銀緯72.39，其B1900.0坐标为赤經13h 4m 11.9s，赤緯+10° 72.39′ 21″。